# Senné (Veľký Krtíš)
Senné (bis 1927 slowakisch „Sennô“; ungarisch Nógrádszenna – bis 1907 Szenna) ist eine Gemeinde im Süden der Slowakei mit 194 Einwohnern (Stand 31. Dezember 2024). Sie gehört zum Okres Veľký Krtíš, einem Kreis des Banskobystrický kraj.

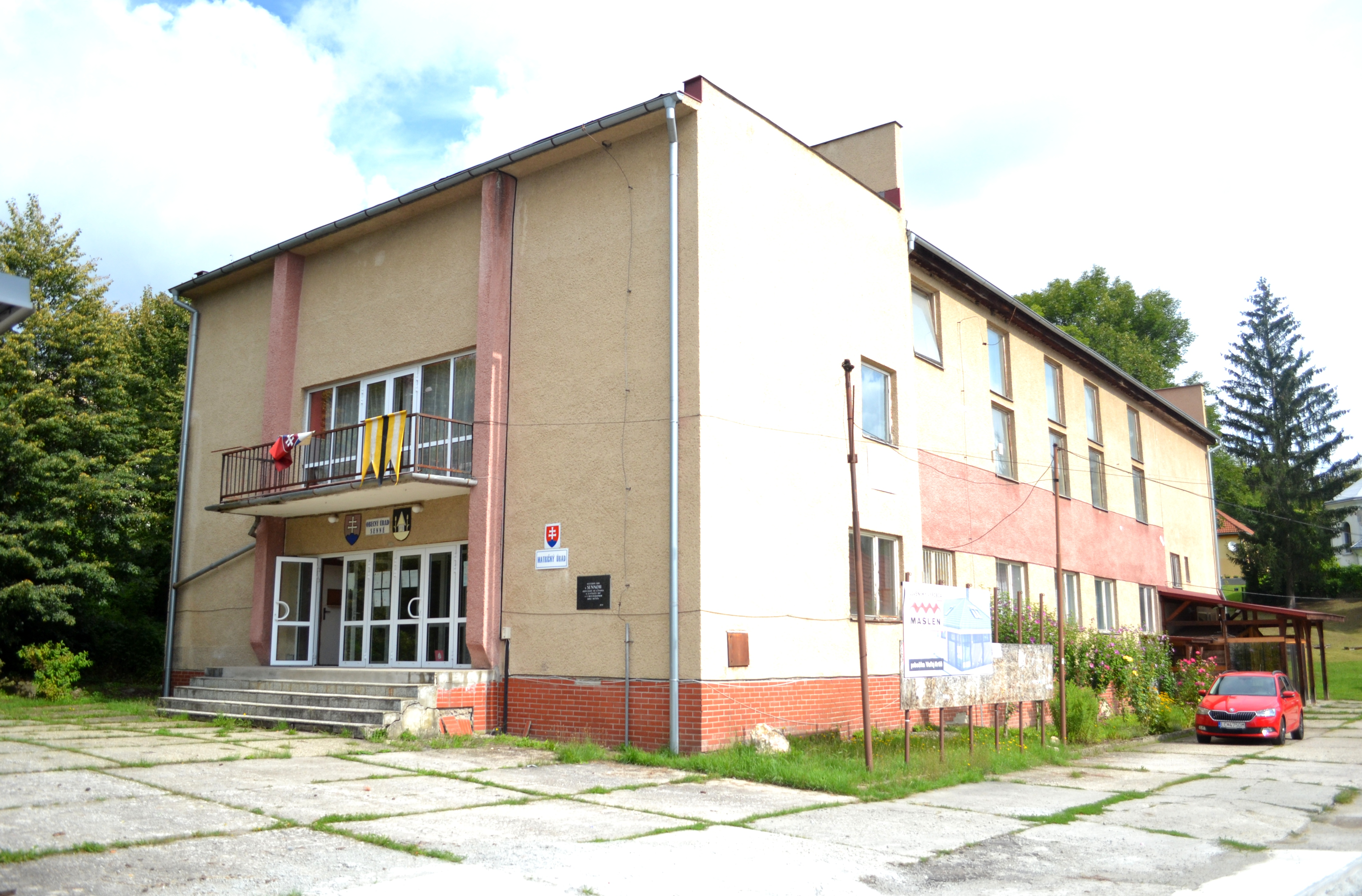
Gemeindeamt von Senné

## Geographie
Die Gemeinde befindet sich im Ostteil der Hochebene Krupinská planina im engen Tal des Flüsschens Tisovník. Das Ortszentrum liegt auf einer Höhe von 258 m n.m. und ist 19 Kilometer von Veľký Krtíš entfernt.
Zur Gemeinde gehörte auch der 1991 eingemeindete Ort Príboj.
Nachbargemeinden sind Šuľa im Norden, Lentvora und Pravica im Nordosten, Brusník im Osten und Südosten, Slovenské Kľačany und Dolné Strháre im Süden, Suché Brezovo im Südwesten und Westen und Veľký Lom im Nordwesten.

## Geschichte
Senné wurde zum ersten Mal 1249 als Seyna schriftlich erwähnt und war vom 13. Jahrhundert bis 1554 ein Städtchen. Von 1554 bis 1593 stand das Gebiet unter türkischer Besetzung, danach wurde Senné ein Untertanen-Dorf, geteilt zwischen den Herrschaften Blauenstein und Divín. Im 18. Jahrhundert arbeitete eine Gemeindebrauerei im Ort. 1828 zählte man 47 Häuser und 359 Einwohner, die als Landwirte beschäftigt waren.
Bis 1918/1919 gehörte der im Komitat Neograd liegende Ort zum Königreich Ungarn und kam danach zur Tschechoslowakei beziehungsweise heute Slowakei. 

## Bevölkerung
| Jahr                | 1994 | 2004    | 2014    | 2024     |
| ------------------- | ---- | ------- | ------- | -------- |
| Anzahl der Personen | 240  | 231     | 229     | 194      |
| Unterschied         |      | −3,75 % | −0,86 % | −15,28 % |

| Jahr                | 2023 | 2024    |
| ------------------- | ---- | ------- |
| Anzahl der Personen | 190  | 194     |
| Unterschied         |      | +2,10 % |

Gemäß der Volkszählung 2011 wohnten in Senné 222 Einwohner, davon 208 Slowaken und 12 Roma. Zwei Einwohner machten keine Angabe zur Ethnie.
121 Einwohner bekannten sich zur Evangelischen Kirche A. B., 88 Einwohner zur römisch-katholischen Kirche und ein Einwohner zur evangelisch-methodistischen Kirche. Acht Einwohner waren konfessionslos und bei vier Einwohnern wurde die Konfession nicht ermittelt.

## Bauwerke
- evangelische Kirche

## Verkehr
Durch Senné passiert die Straße 2. Ordnung 591 zwischen Vígľaš und Slovenské Kľačany (Anschluss an die Straße 1. Ordnung 75) beziehungsweise Dolná Strehová.